# Kanton Lormes
Der Kanton Lormes war bis 2015 ein französischer Kanton im Arrondissement Clamecy, im Département Nièvre und in der Region Burgund; sein Hauptort war Lormes. Vertreter im Generalrat war zuletzt von 2004 bis 2015 Fabien Bazin.
Der Kanton Lormes war 293,87 km² groß und hatte 3811 Einwohner (Stand 1999). Er lag im Mittel 419 Meter über Normalnull, zwischen 170 Meter in Saint-André-en-Morvan und  652 Meter in Brassy.

## Gemeinden
Der Kanton bestand aus zehn Gemeinden:
| Gemeinde              | Einwohner Jahr | Fläche km² | Bevölkerungsdichte | Code INSEE | Postleitzahl |
| --------------------- | -------------- | ---------- | ------------------ | ---------- | ------------ |
| Bazoches              | 177 (2013)     | –          | – Einw./km²        | 58023      | 58190        |
| Brassy                | 623 (2013)     | –          | – Einw./km²        | 58037      | 58140        |
| Chalaux               | 78 (2013)      | –          | – Einw./km²        | 58049      | 58140        |
| Dun-les-Places        | 348 (2013)     | –          | – Einw./km²        | 58106      | 58230        |
| Empury                | 78 (2013)      | –          | – Einw./km²        | 58108      | 58140        |
| Lormes                | 1.325 (2013)   | –          | – Einw./km²        | 58145      | 58140        |
| Marigny-l’Église      | 309 (2013)     | –          | – Einw./km²        | 58157      | 58140        |
| Pouques-Lormes        | 163 (2013)     | –          | – Einw./km²        | 58216      | 58140        |
| Saint-André-en-Morvan | 286 (2013)     | –          | – Einw./km²        | 58229      | 58140        |
| Saint-Martin-du-Puy   | 280 (2013)     | –          | – Einw./km²        | 58255      | 58140        |